# Balatonőszöd
Balatonőszöd is een plaats (község) en gemeente in het Hongaarse comitaat Somogy. Balatonőszöd telt 574 inwoners (2005).